# The Tale of the Ticker
The Tale of the Ticker è un cortometraggio muto del 1913. Il nome del regista non viene riportato nei credit del film che, prodotto dalla Flying A, fu interpretato da J. Warren Kerrigan e Vivian Rich.

## Produzione
Il film fu prodotto dalla Flying A (American Film Manufacturing Company).

## Distribuzione
Distribuito dalla Mutual Film, il film - un cortometraggio di 200 metri - uscì nelle sale cinematografiche USA il 20 novembre 1913. Nelle proiezioni, veniva programmato con il sistema dello split reel, accorpato in un'unica bobina con un altro cortometraggio prodotto dall'American Film Manufacturing Company, il documentario A Modern Steel Plant.